# Estação La Tour-Maubourg
La Tour-Maubourg é uma das estações da linha 8 do Metrô de Paris, localizada no 7.º arrondissement de Paris.

## História
A estação foi aberta em 13 de julho de 1913.
Deve o seu nome ao boulevard de La Tour-Maubourg que faz homenagem ao marquês Victor de Fay de La Tour-Maubourg (1768-1850), emigrado durante a Revolução, que foi general sob o Primeiro Império e ministro da Guerra sob a Restauração. Ele também foi governador dos Invalides, de 1821 a 1830.
Em 2011, 2 055 583 passageiros entraram nesta estação. Ela viu entrar 2 152 005 passageiros em 2013, o que a coloca na 239ª posição das estações de metrô por sua frequência em 302.

## Serviços aos Passageiros

### Acesso
A estação tem dois acessos:

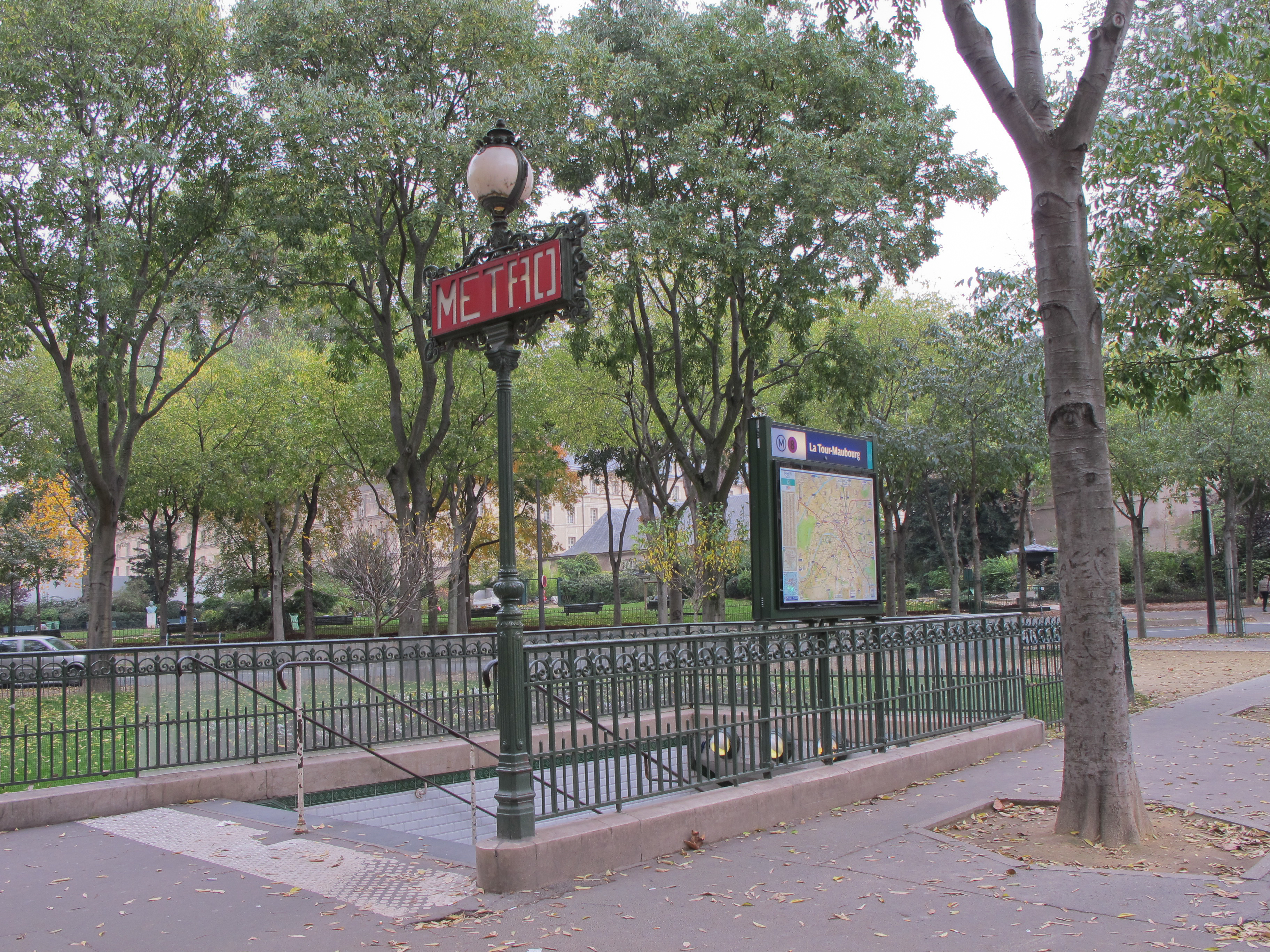
Entrada da estação

- O acesso 1 "Boulevard de La Tour-Maubourg";
- O acesso 2 "Rue de Grenelle".

### Plataformas
La Tour-Maubourg é uma estação de configuração padrão: ele tem duas plataformas laterais, separadas pelas vias do metrô e a abóbada é elíptica. A decoração é de estilo usado para a maioria das estações de metrô: a faixa de iluminação é branca e arredondada no estilo "Gaudin" da renovação do metrô da década de 2000, e as telhas em cerâmica branca biseladas recobrem os pés, a abóbada e o tímpano. Os quadros publicitários são metálicos e o nome da estação é em fonte Parisine em placa esmaltada. Os assentos são do estilo "Motte" de cor laranja.

### Intermodalidade
A estação é servida pelas linhas 28 e 69 da rede de ônibus RATP.